# Папуга червоноголовий
Папуга червоноголовий, або папужець червоноголовий (Purpureicephalus spurius) — вид папугоподібних птахів родини Psittaculidae. Ендемік Австралії.

## Поширення
Ареал поширення виду обмежений крайнім південним заходом Австралії. Вони живуть у різноманітних середовищах, обсаджених деревами. Вони зустрічаються як в густих евкаліптових лісах, так і на сільськогосподарських угіддях, поміж поодинокими деревами. Вони також трапляються в міських парках, а також фруктових садах.

## Опис
Папужка завдовжки до 37 сантиметрів і важить від 98 до 156 грамів. Череп різко звужується до передньої частини. Синювато-сірий дзьоб дуже вузький. Наддзьобок чорний на кінчику.
Лоб, тім'я і шия самця темно-багряно-червоні. Щоки яскраво-жовто-зеленого кольору. Пір'я плеча, крильце, сідниці та спина, включаючи передню частину темно-зелені. Основа хвоста, як і круп, зеленувато-жовтий. Основи та криючі крил сіро-чорні. Шия, живіт і верхня частина бока фіолетового кольору, а нижня частина бока і стегна червоні. Внутрішні кермові пера хвоста темно-зелені з верхньої сторони і поступово стають синьо-чорними. Зовнішні махові пір'я блакитні з широкою білою облямівкою. Нижня сторона хвоста темно-сіра. Самиці схожі на самців, але мають трохи тьмяніший колір і мають зелену лінію над очима.